# 3D Systems

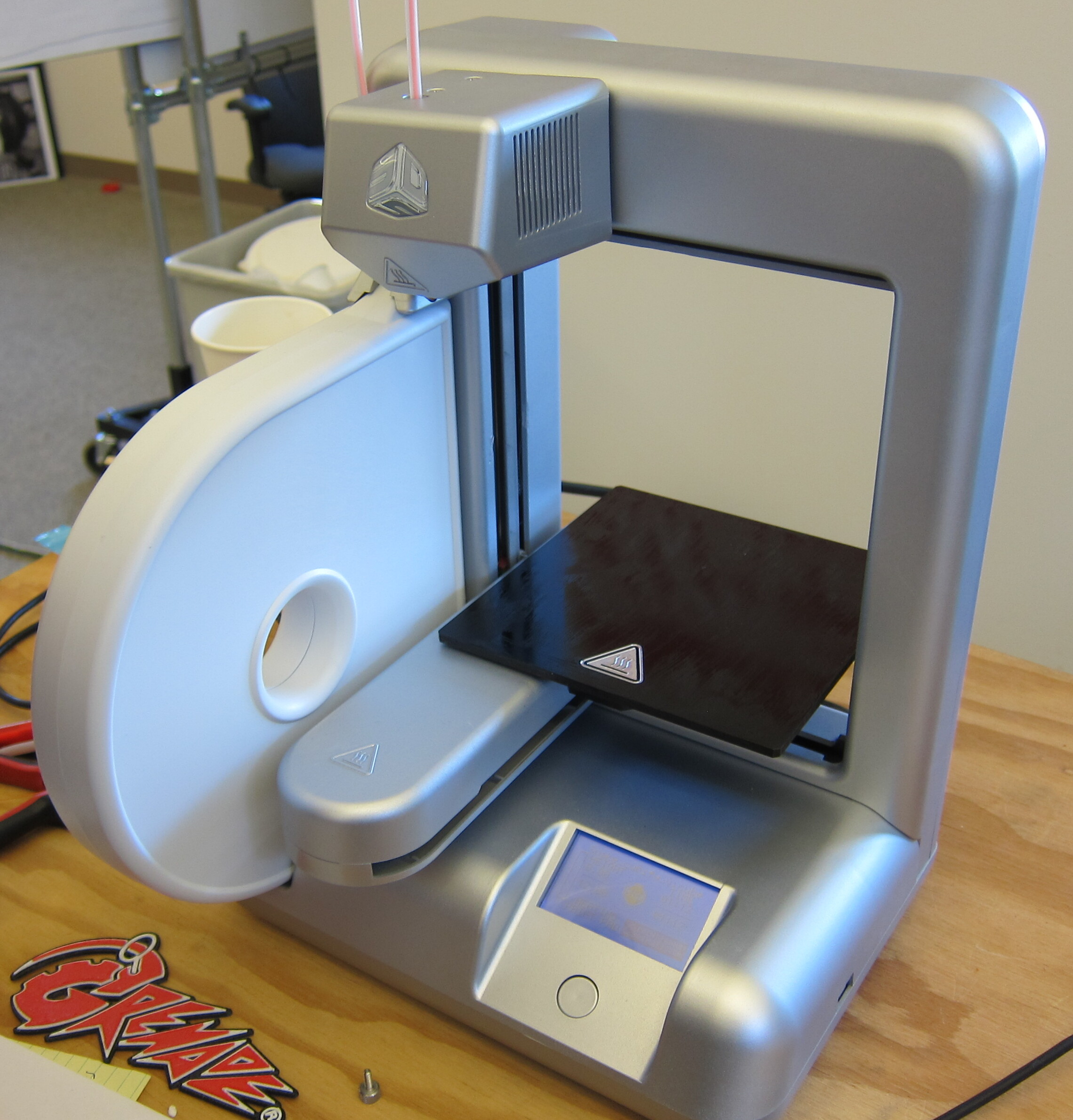
Imprimante 3D 3D Systems (DFF)

3D Systems Corporation est une entreprise américaine spécialisée dans l'impression 3D et propose tous les maillons de ce qu'on appelle la chaîne numérique. Son siège social est situé à Rock Hill en Caroline du Sud. Chuck Hull, directeur technique et ancien président, a inventé la stéréolithographie en 1986, dont sa première pièce réalisée en impression 3D en 1983 (avec la technologie stéréolithographie, qui donnera le nom du fichier générique .stl).
3D Systems est fabricant de scanner 3D, éditeur de logiciel CAO (notamment en retro-ingénierie après le rachat de Rapidform et Geomagic) et fabricant de machines de fabrication additive.
La société crée des modèles de concept de produit, des prototypes fonctionnels et de précision, des gabarits d’outillage ainsi que des pièces de production destinées à la fabrication numérique directe. Elle utilise des processus exclusifs pour fabriquer des objets physiques à l'aide des logiciels de conception et de fabrication assistés par ordinateur ou de dispositifs de numérisation et de sculpture en 3D.
Le 6 janvier 2015, Emmanuel Macron, alors ministre de l'économie française a visité le Stand de 3D Systems au salon CES de Las Vegas afin de s'entretenir avec ses fondateurs.
La société est cotée en bourse NYSE avec le code DDD.

## Technologies
3D Systems commercialise plusieurs gammes d'imprimantes 3D, utilisant différentes techniques de fabrication additive :
- SLA (Stéréolithograph Apparatus)[5]
- FTI (Film Transfer Imaging)[6]
- SLS (Selective Laser Sintering)[5]
- DMP (Direct Metal Printing)[7]
- MJP (Multijet Printing)[5]
- DDP (Direct Digital Production), une technique de moulage par injection[5]
- FFF (Fused Filament Fabrication) par sa filiale Bits from Bytes[8]
- BJ (Binder Jetting) par sa filiale Z Corporation.

## Actionnaires
Liste des principaux actionnaires au 30 octobre 2019.
| The Vanguard Group                | 9,07% |
| OppenheimerFunds                  | 6,80% |
| Invesco Advisers                  | 6,77% |
| ArrowMark Colorado Holding        | 4,48% |
| St. Denis J. Villere              | 3,53% |
| BlackRock Fund Advisors           | 2,94% |
| SSgA Funds Management,            | 2,74% |
| Daruma Capital Management         | 2,58% |
| Pictet Asset Management           | 2,19% |
| Investment Management of Virginia | 1,81% |